# ألكسندر فريزون
الكسندر فريزون (بالألمانية: Alexander Frison)‏ (و. 1875 – 1937 م) هو كاهن كاثوليكي ألماني، ولد في أوديسا، توفي في موسكو، عن عمر يناهز 62 عاماً.

## مناصب
تولى منصب أسقف كاثوليكي (10 مايو 1926–20 يونيو 1937)
- أسقف عنواني  [لغات أخرى]‏[1]

.